# Lactobacillus plantarum
Lactobacillus plantarum és un membre molt comú dins el gènere Lactobacillus, es troba en molts productes alimentaris fermentats com també en la matèria orgànica anaeròbia. També és present en la saliva (d'on es va aïllar primer). Té la capacitat de fer líquida la gelatina. L. plantarum és una espècie molt versàtil.

## Metabolisme
L. plantarum és un bacteri Gram-positiu-aerotolerant que creix a una temperatura de 15 °C però no als 45 °C i produeix tots dos isòmers de l'àcid làctic. Utilitza el manganès per baixar els nivells d'oxigen reactiu. Per això no es pot usar L. plantarum per a crear enzims actius que requereixin complex heme. Lactobacillus plantarum, com molts altres espècies de lactobacillus, es pot cultivar usant medis MRS.

## Ensitjar
Lactobacillus plantarum és el bacteri més comú que s'usa en el inoculants de l'ensitjat. Amb ells es produeix àcid làctic via Procés Embden-Meyerhof També gràcies a això es pot fer el pretractament de la biomassa lignocel·lulòsica.

## Productes alimentaris
L. plantarum es troba en molts aliments fermentats incloent el sauerkraut, conserves en vinagre, olives en salmorra kimchi coreà, Ogi nigerià, rent natural, i altres com alguns formatges, salsitxes fermentades i peix assecat. És ideal per a fer probiòtics.

## Terapèutica
L. plantarum té activitats antioxidants. Pot suprimir el gas en els intestins i beneficiar alguns pacients amb colon irritable. Lactobacillus plantarum també pot ser beneficiós en el tractament de la depressió.